# تابع وارون

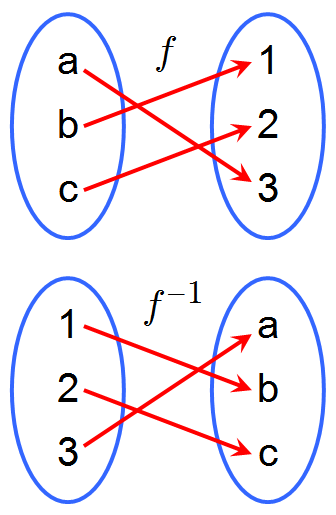
تابع f و معکوسش ƒ^{–1}

تابع وارون یا معکوس (به انگلیسی: Inverse Function): در ریاضیات اگر f تابعی از مجموعه A به مجموعه B باشد، آن گاه تابع وارون (معکوس) f یا f−1 تابعی از B به A است، با این ویژگی که برای هر x در دامنهٔ f، نتیجه‌ی اعمال پی‌درپی تابع و وارون آن روی x، خود x خواهد بود. به دیگر سخن:
{\displaystyle f^{-1}\left(\,f(x)\,\right)=x}

## تعریف
اگر R یک رابطه از مجموعه X به مجموعه Y باشد، آنگاه معکوس رابطه R را با R−1 نشان می‌دهیم که عبارت است از:
{\displaystyle R^{-1}=\left\{{\left({y,x}\right):\left({x,y}\right)\in R}\right\}}
که رابطه‌ای از مجموعه Y به مجموعه X است. حال تابع f:X→Y نیز یک رابطه است. پس، معکوس آن را نیز می‌توان تعریف کرد که آن را با f−1 نشان می‌دهیم و حداقل یک رابطه از Y به X است.
{\displaystyle f^{-1}=\left\{{\left({f(x),x}\right):x\in X}\right\}}

## شرط معکوس‌پذیری
حال این سؤال مطرح می‌شود که آیا f−1 همواره تابع است؟
برای این که f−1:Y→X تابع باشد، باید در شرایط تابع بودن صدق کند. یعنی
- دامنه‌اش همان مجموعه Y باشد؛

برای اینکه دامنه f-1 برابر مجموعه Y باشد، برد تابع f باید برابر مجموعه Y باشد. یعنی تابع f باید پوشا باشد.
- هر عضو Y را به عضوی یگانه از X تصویر کند.

برای اینکه f-1 هر عضو از دامنه خود Y را به یک عضو یگانه از مجموعه X تصویر کند، باید برای هر x1,x2∈X داشته باشیم اگر (f(x1)=f(x2 آنگاه x1=x2. یعنی f باید یک به یک باشد.
بنابراین معکوس تابع f:X→Y یعنی f−1 تابعی از Y به X خواهد بود اگر و فقط اگر f:X→Y یک دوسویی باشد. در این حالت f−1:Y→X را تابع معکوس تابع f می‌گوییم.

## ویژگی‌ها
اگر f−1 معکوس تابع f:X→Y باشد رابطه زیر را بین دامنه و برد f و f−1 داریم:
1. {\displaystyle {\mbox{dom}}f^{-1}={\mbox{ran}}f}
2. {\displaystyle {\mbox{ran}}f^{-1}={\mbox{dom}}f}

همچنین اگر (y=f(x پس x,y)∈f) ولذا y,x)∈f−1) پس 
(x=f−1(y و بلعکس.

## نمودار تابع معکوس

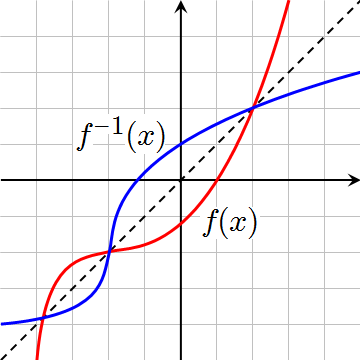

رابطه بین یک تابع و معکوسش را می‌توان به این صورت توصیف کرد که تابع f−1 معکوس تابع f، دقیقاً عکس تناظری که تابع f بیانگر آن است را توصیف می‌کند. به همین دلیل و بنابه تعریف تابع معکوس نمودار پیکانی تابع f−1 معکوس تابع f:X→Y با معکوس کردن جهت فلش‌ها بدست می‌آید.
همچنین اگر f تابعی تابعی حقیقی باشد، برای اینکه نمودار معکوس f را تعیین کنیم کافی است قرینه نمودار تابع f را نسبت به نیمساز ربع اول و سوم یعنی f(x)=x رسم کنیم و چون انعکاس نسبت به نیمساز ربع اول و سوم موجب جابجایی مولفه‌های اول و دوم زوج‌های مرتب تابع f می‌شود و این در حقیقت همان هدف ماست.

## مطالعه بیشتر
- ویدیوهای آموزشی تابع به زبان فارسی در کلاس درس:

1. ↑  Weisstein, Eric W. "Inverse Function". mathworld.wolfram.com (به انگلیسی). Retrieved 2023-05-09.